# Hjärnarps församling
Hjärnarps församling var en församling i Lunds stift och i Ängelholms kommun. Församlingen uppgick 2002 i Hjärnarp-Tåstarps församling.

## Administrativ historik
Församlingen har medeltida ursprung.
Församlingen var till 2002 moderförsamling i pastoratet Hjärnarp och Tåstarp. Församlingen uppgick 2002 i Hjärnarp-Tåstarps församling.

## Kyrkobyggnader
- Hjärnarps kyrka